# Dvärgiris
Dvärgiris (Iris pumila) är en  växtart inom familjen irisväxter och förekommer naturligt i östcentrala och östra Europa. Arten odlas som prydnadsväxt i Sverige.